# Bonded by Blood
Bonded by blood er et thrash Metal-album udgivet den 25. april 1985 af Exodus gennem Torrid Records. Det var gruppens debutalbum.
Mange anser Bonded By Blood for det bedste album Exodus nogensinde har lavet.[kilde mangler] 
Nogle af sange var skrevet af Kirk Hammett fra Metallica.[kilde mangler]
Albummet hed i starten A Lesson In Violence, men skiftede navn, fordi Exodus ikke kunne finde på et passende albumcover.[kilde mangler] Et forskud kassette kopi af albummet (med den originale titel) blev distribueret gennem tape-handel netværk på pladens afslutning sidst på sommeren 1984, for  at skabe en enorm underjordisk sladder før den officielle udgivelse af Lp'en.  Udgivelsen blev forsinket, på grund af problemer med illustrationen.

## Spor
1. Bonded By Blood
2. Exodus
3. And Then There Were None
4. A Lesson In Violence
5. Metal Command
6. Piranha
7. No Love
8. Deliver Us To Evil
9. Strike Of The Beast